# Hotpants

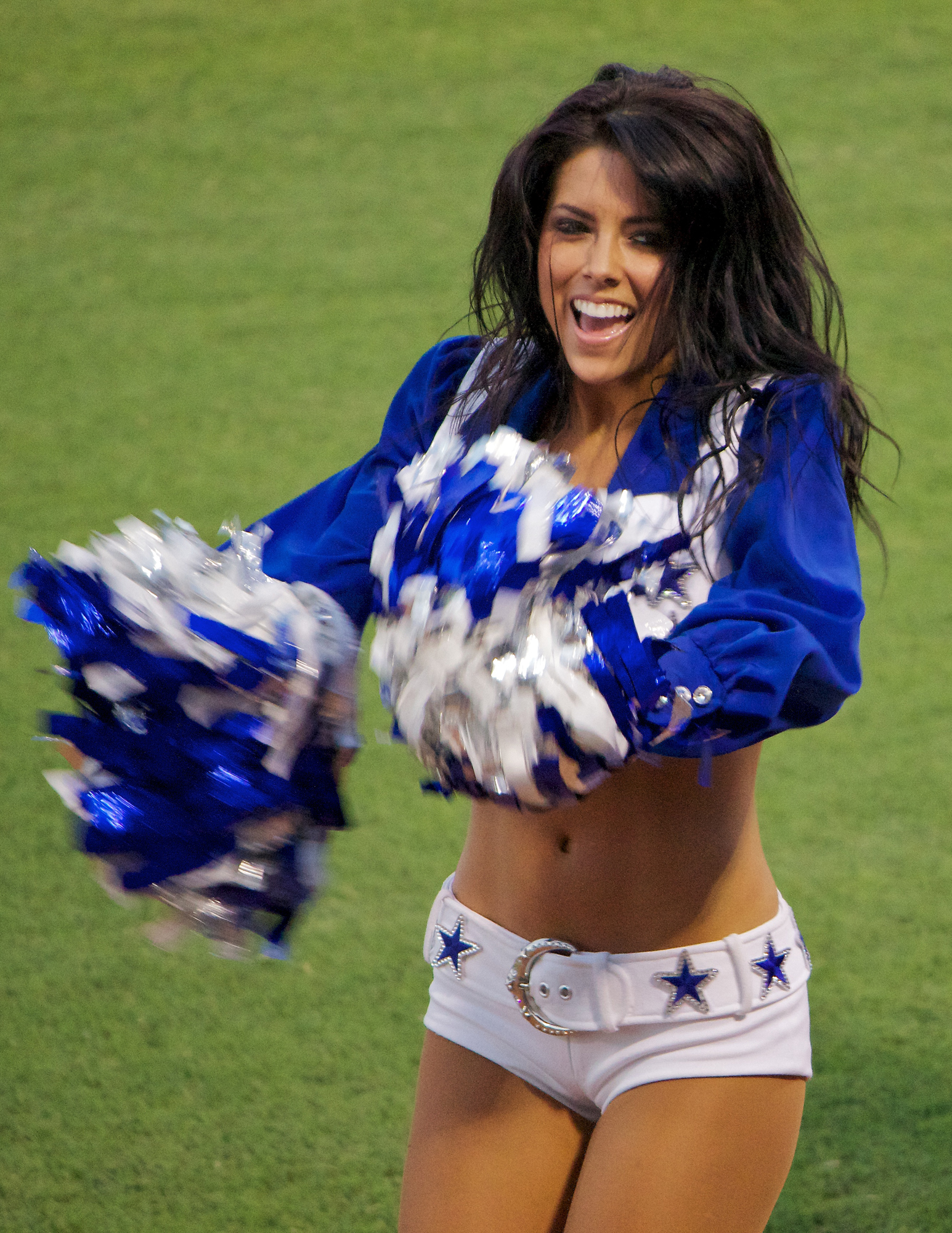
Dallas Cowboys Cheerleader i hotpants, 2011.

Hotpants är ett ursprungligen engelskt ord för ett slags tajta underbyxor eller shorts, som kännetecknas av låg midja och mycket korta ben. Ibland är benen så korta att skinkornas nederdel blottas.
Under sent 1960- och tidigt 1970-tal uppkom benämningen hotpants för tighta och korta damshorts. De var populära först under tidigt 1970-tal för att därefter återkomma under 1990-talet.

## Galleri

Skiss av ett par hotpants.
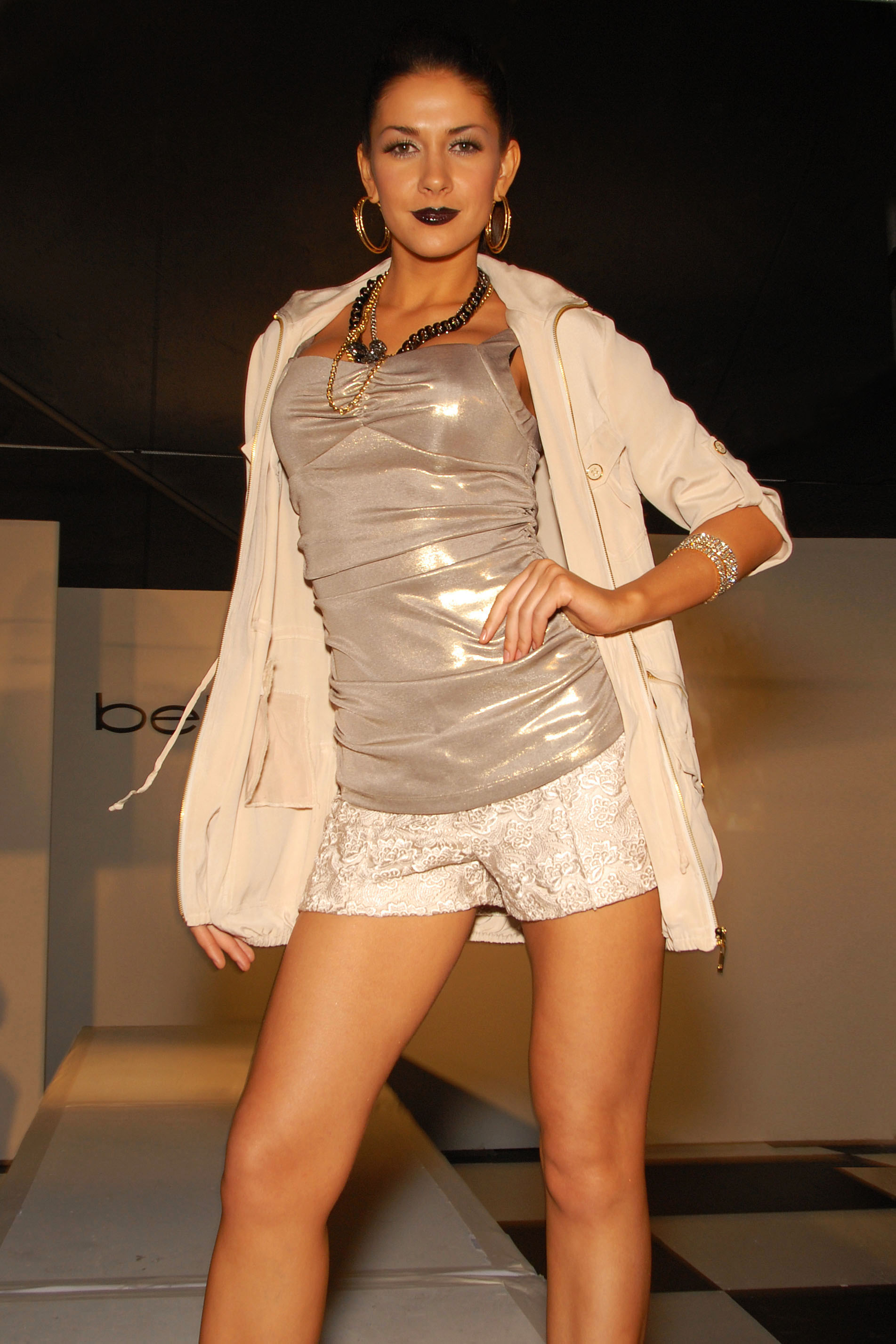
Modellen Larysa Poznyak i hotpants av brokad, 2008.
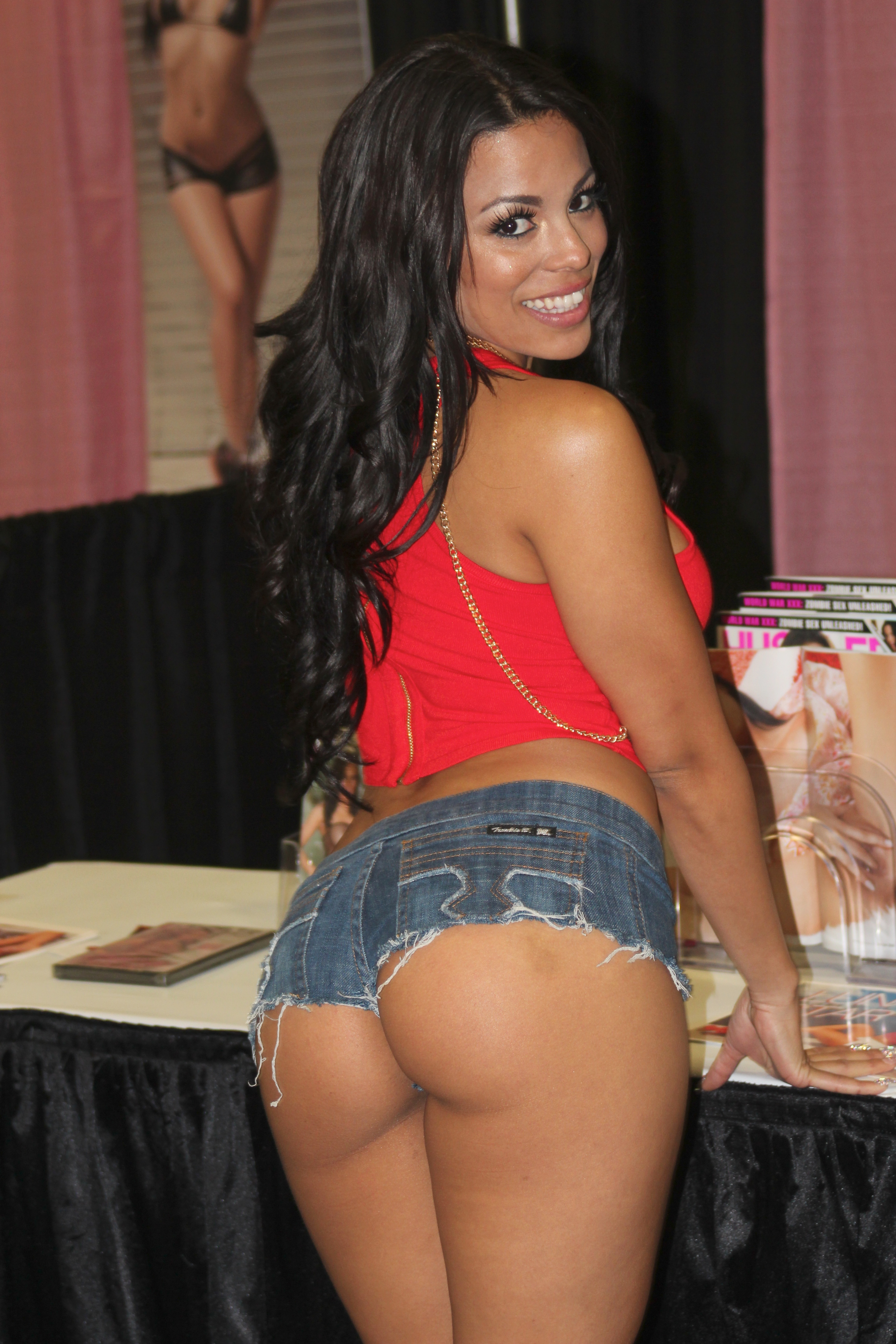
Porrskådespelerskan Luna Star i ett par hotpants, 2012.
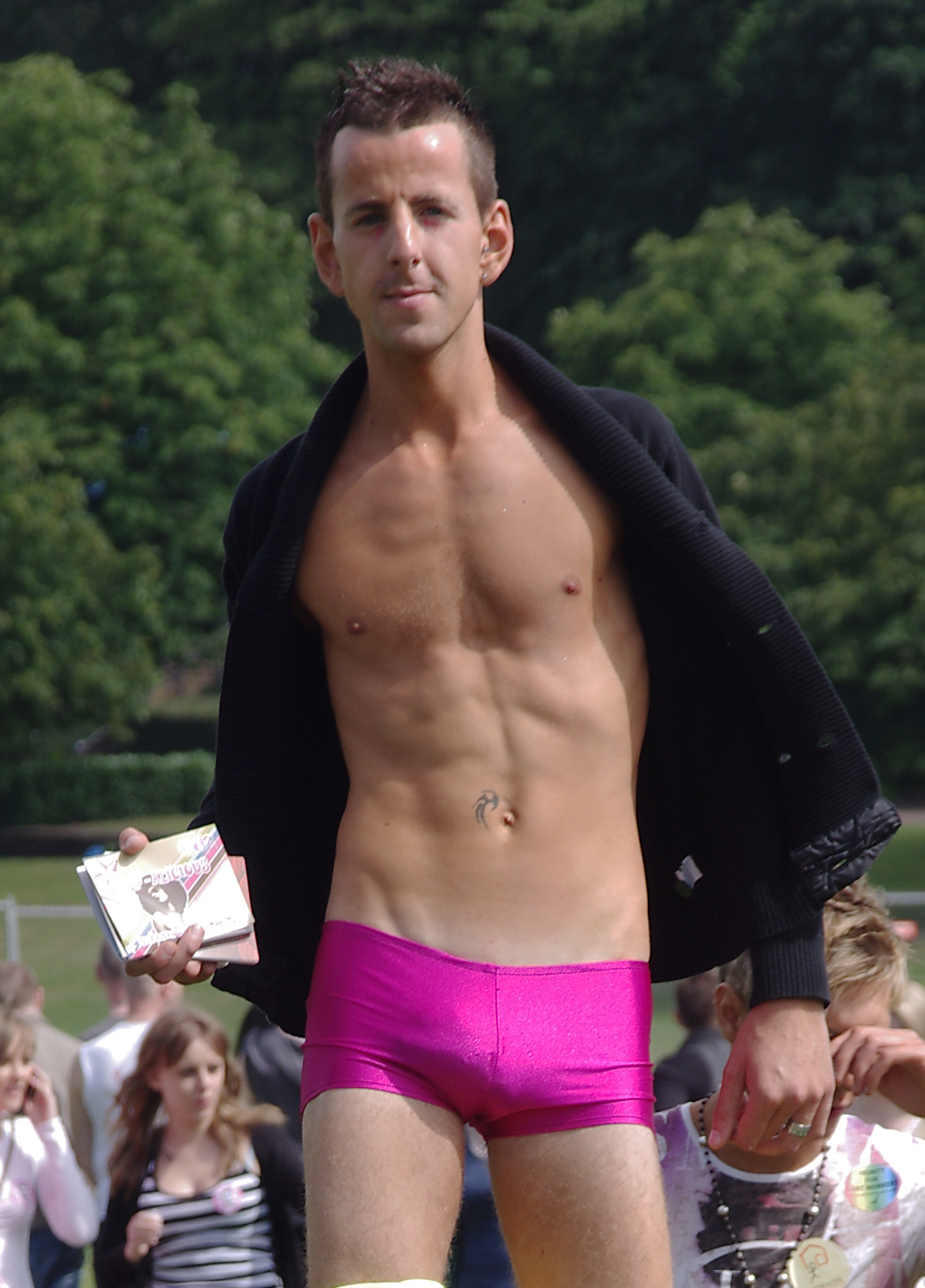
Man i rosa hotpants på en prideparad, 2010.